# 京武高速公路
北京－武汉高速公路，简称京武高速，中国国家高速公路网编号为G0424，是京港澳高速公路的并行线之一，起点在北京市，途经河北雄安新区、巨鹿县、郑州市、尉氏县、汝南县、正阳县，终点在武汉市。也是京港澳高速公路5条并行线中唯一不途径广东省的线路。

## 分段情况

### 北京段
全通。

### 河北段
北京界至雄安（京雄高速）已通车。雄安至河南界（雄郑高速）规划中。

### 河南段
河北界至连霍高速段建设中，连霍高速至湖北界段已通车。

### 湖北段

京武高速公路湖北段

全通。